# Bay Hill (Floride)
Bay Hill est une census-designated place du comté d'Orange, dans l'État de Floride, aux États-Unis,. En 2020, elle compte une population de 5 021 habitants.